# Доркінг
Доркінг — це невелике містечко в Англії, розташоване на північному сході графства Суррей.
Перше поселення на цьому місці було засноване римлянами. Назва містечка має саксонське коріння та походить від слова «Dorchingas». Воно знаходиться неподалік від Лондона, і на початку XVIII століття мешканці столиці часто приїжджали до Доркінга та місцевості Бокс-Хілл, що знаходиться неподалік. Починаючи з 1750 року через Доркінг проходила дорога між Лондоном та Брайтоном. В місті почали з'являтися трактири та паби, а пізніше — ринок, в який з'їжджалися з сусідніх селищ. Зокрема, на честь міста було названо породу курей Доркінг, яка вирізнялася п'ятьма пальцями на нозі замість звичних чотирьох. Окрім цього, місто стало відомим завдяки спортивним змаганням з крикету та футболу.
В середині XIX століття в місто було проведено залізничні лінії. Після цього Доркінг став улюбленим місцем відпочинку для мешканців Лондона та інших міст. Місце продовжувало зростати та стало вважатися одним з передмість Лондона. Починаючи з 1974 року Доркінг є адміністративним центром округу Мол-Веллі. 